# Segretario di Stato per la giustizia
Il Segretario di Stato per la giustizia (in inglese: Secretary of State for Justice), detto anche segretario della giustizia (Justice Secretary),  rappresenta una posizione di rilievo nel Gabinetto del Regno Unito, ed è detenuta in contemporanea a quella di Lord cancelliere, fin dalla sua creazione nel 2007, andando a sostituire la carica di Segretario di Stato per gli affari costituzionali. Il 9 maggio 2007 il Dipartimento per gli affari costituzionali fu abolito, e fu creato il Ministero della giustizia, che è anche responsabile di alcune funzioni trasferite dall'Home Office.

## Elenco dei Segretari di Stato
| Laburista — Conservatore | Laburista — Conservatore | Laburista — Conservatore                          | Laburista — Conservatore | Laburista — Conservatore | Laburista — Conservatore | Laburista — Conservatore | Laburista — Conservatore |
| Immagine                 | Immagine                 | Nome Collegio                                     | Mandato                  | Mandato                  | Partito                  | Primo ministro           | Primo ministro           |
| ------------------------ | ------------------------ | ------------------------------------------------- | ------------------------ | ------------------------ | ------------------------ | ------------------------ | ------------------------ |
|                          |                          | Charles Falconer Membro della Camera dei lord     | 9 maggio 2007            | 27 giugno 2007           | Laburista                |                          | Tony Blair               |
|                          |                          | Jack Straw Deputato per Blackburn                 | 28 giugno 2007           | 11 maggio 2010           | Laburista                |                          | Gordon Brown             |
|                          |                          | Kenneth Clarke Deputato per Rushcliffe            | 12 maggio 2010           | 4 settembre 2012         | Conservatore             |                          | David Cameron            |
|                          |                          | Chris Grayling Deputato per Epsom and Ewell       | 4 settembre 2012         | 9 maggio 2015            | Conservatore             |                          | David Cameron            |
|                          |                          | Michael Gove Deputato per Surrey Heath            | 9 maggio 2015            | 14 luglio 2016           | Conservatore             |                          | David Cameron            |
|                          |                          | Liz Truss Deputata per South West Norfolk         | 14 luglio 2016           | 11 giugno 2017           | Conservatore             |                          | Theresa May              |
|                          |                          | David Lidington Deputato per Aylesbury            | 11 giugno 2017           | 8 gennaio 2018           | Conservatore             |                          | Theresa May              |
|                          |                          | David Gauke Deputato per South West Hertfordshire | 8 gennaio 2018           | 24 luglio 2019           | Conservatore             |                          | Theresa May              |
|                          |                          | Robert Buckland Deputato per South Swindon        | 24 luglio 2019           | 15 settembre 2021        | Conservatore             |                          | Boris Johnson            |
|                          |                          | Dominic Raab Deputato per Esher and Walton        | 15 settembre 2021        | 6 settembre 2022         | Conservatore             |                          | Boris Johnson            |
|                          |                          | Brandon Lewis Deputato per Great Yarmouth         | 6 settembre 2022         | 25 ottobre 2022          | Conservatore             |                          | Liz Truss                |
|                          |                          | Dominic Raab Deputato per Esher and Walton        | 25 ottobre 2022          | 21 aprile 2023           | Conservatore             |                          | Rishi Sunak              |
|                          |                          | Alex Chalk Deputato per Cheltenham                | 21 aprile 2023           | 5 luglio 2024            | Conservatore             |                          | Rishi Sunak              |
|                          |                          | Shabana Mahmood Deputata per Birmingham Ladywood  | 5 luglio 2024            | in carica                | Laburista                |                          | Keir Starmer             |